# Quinto Labieno

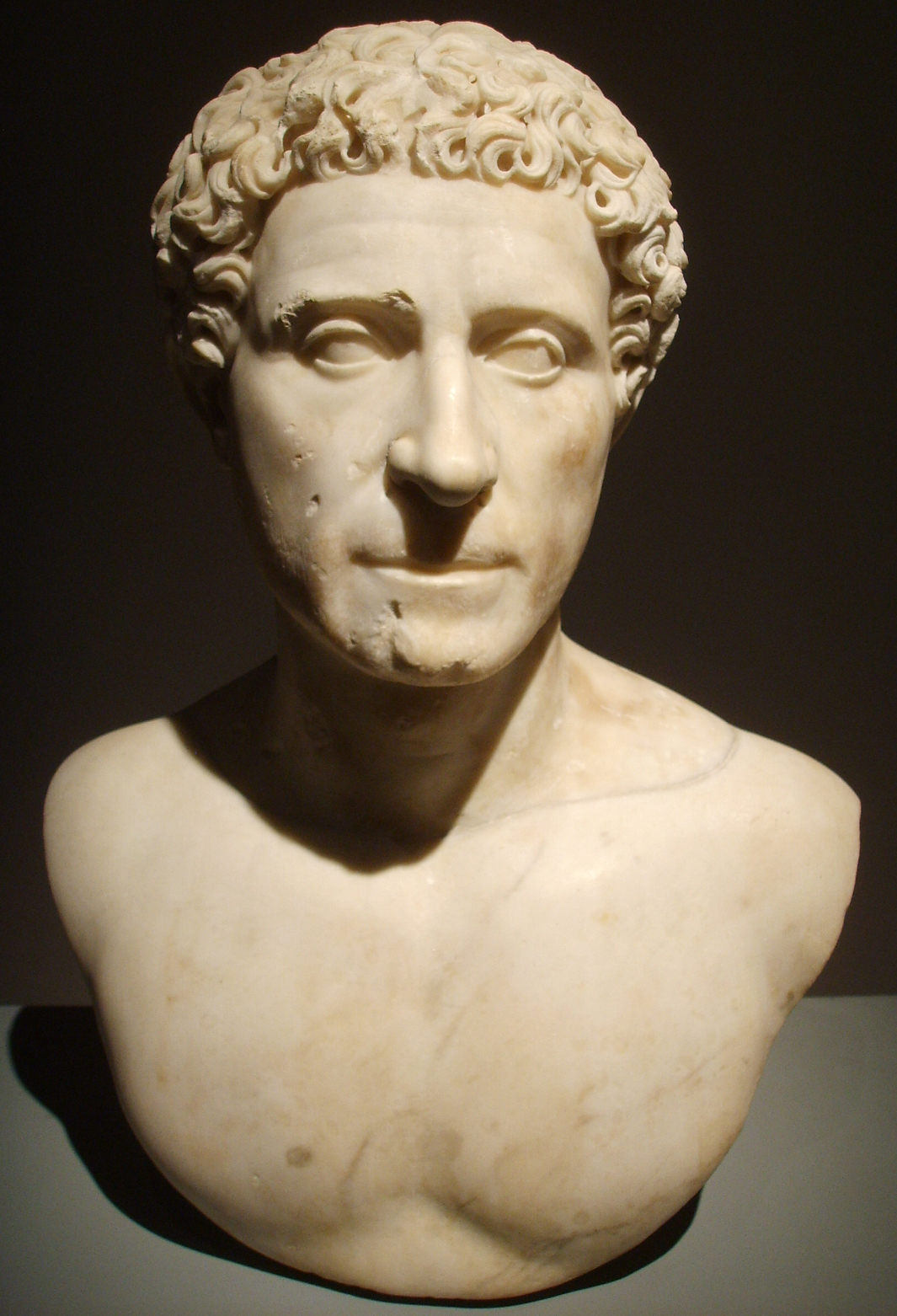
Busto de Quinto Labieno, en el museo cívico de Cremona.

Quinto Labieno Pártico Máximo (m. 39 a. C.) fue un comandante romano, hijo del célebre militar pompeyano Tito Labieno. 
Poco sabemos de la vida de Quinto antes del asesinato de César (44 a. C.), momento en el que decide unirse a Bruto y Casio, que le nombraron como su representante ante el monarca parto Orodes. Tras la derrota de Filipos, decidió unirse a los partos.
En 40 a. C. los partos - liderados por Quinto y Pacoro - atacaron las posesiones romanas en Asia. Cruzaron el Éufrates y atacaron sin éxito Apamea, aunque convencieron a numerosos soldados romanos estacionados en los alrededores para que se unieran a su causa.
Tras ello continuaron su avance y derrotaron a Lucio Decidio Saxa, hombre muy cercano a Marco Antonio. En este punto Quinto y Pacoro decidieron dividir las tropas; el primero debía marchar al norte en persecución de Saxa - al que capturó y asesinó en Cilicia - mientras que el rey debía avanzar hacia Judea por la costa. Muerto Saxa, Labieno capturó casi toda Asia Menor sin oposición, a excepción de unas pocas ciudades que resistieron.
En 39 a. C. la situación cambió cuando el comandante Ventidio contratacó, derrotando en combate a Labieno, al que asesinó tras su captura. Un año después Pacoro murió en Siria.